# Лі Боацзя
Лі Боацзя (*李寶嘉, 1867 —1906) — китайський журналіст та письменник часів занепаду династії Цін.

## Життєпис
Походив х родини середнього статку. Народився у м. Узцні (провінція Цзянсу). Рано втратив батька, виховувався дядьком. Зусів успішно скласти місцеві іспити. У 1892 році пішов у відставку з державної служби та перебрався до Шанхаю. Тут захопився журналістикою. З 1897 року видавав газети «Чжінаньбао» («Путівник») і «Фаньхуабао» («Розквіт»), де друкувалися його нариси та есе
У 1901 році він робить спробу скласти імператорський іспит, проте невдало. після цього приділяє увагу журналістиці та літературній діяльності. З 1903 по 1906 Лі Боацзя був головним редактором журналу «Ілюстрована проза». У 1903 році відгукнувся на події повстання Іхетуанів. У 1906 році помирає через хворобу легенів.

## Творчість
З численних прозових творів Лі Боацзя найбільш відомі його романи «Наше чиновництво» та «Коротка історія цивілізації». У першому показано життя багатьох верств сучасного китайського суспільства, насамперед самого впливового — чиновного стану. Зображення діяльності чиновників в різних адміністративних сферах (повітові та обласні ямині, судові управи, екзаменаційні палати), а також їх побуту дозволило письменнику створити багатопланову картину суспільного ладу, показати основи державного механізму.
Творчості Лі Баоцзя властива чітко виражена сатирична тенденція, критика суспільних пороків. Ця риса виявляється в інших творах автороа, хоча в них критичне зображення дається дещо в іншому плані. В «Короткої історії цивілізації» автор підняв нову для літератури тему взаємин китайського чиновництва з іноземцями. У численних епізодах роману, де фігурують персонажі-чиновники, автор показав байдужість правлячої еліти до національних інтересів. Читач бачив зв'язок цих персонажів з реальними історичними діячами, які наживалися на народних лихах.